# كاكوسان
كاكوسان هي قرية في مقاطعة سردشت، إيران. عدد سكان هذه القرية هو 21 في سنة 2006.